# Windfall (album Ricky’ego Nelsona)
Windfall – studyjny album muzyczny z 1974 roku autorstwa Ricky'ego Nelsona i muzycznej grupy Stone Canyon Band, wydany przez MCA Records. 

## Utwory
| Legacy                            | 3:24 |
| Someone To Love                   | 3:58 |
| How Many Times                    | 4:42 |
| Evil Woman Child                  | 3:45 |
| Don't Leave Me Here               | 2:44 |
| Wild Nights At Tulsa              | 3:32 |
| Lifestream                        | 2:40 |
| One Night Stand                   | 3:17 |
| I Don't Want To Be Lonely Tonight | 3:15 |
| Windfall                          | 3:00 |